# Oluremi Tinubu
Oluremi Tinubu (Sinh ngày 21 tháng 9 năm 1960) là tên của một nữ chính trị gia của Nigeria và cũng là phu nhân của thống đốc tiền nhiệm của bang Lagos là Bola Tinubu. Nhiệm kì thứ 7 (từ 2011 đến 2015), bà đại diện cho miền trung bang Lagos và có số phiếu cao nhất trong cuộc bầu cử, cao hơn thượng nghị sĩ Gbenga Bareehu Ashafa(miền đông) và Ganiyu Solomon(miền tây), cả ba thượng nghị sĩ này theo đảng Thực thi (tiếng Anh: Action Congress of Nigeria)
. Rồi nhiệm kì thứ 8 (từ 2015 đến 2019, bà lại tái đắc cử với số phiếu cao nhất trong cuộc bầu cử, cao hơn thượng nghị sĩ cùng tái đắc cử với bà là Gbenga Bareehu Ashafa và thượng nghị sĩ Solomon Olamilekan Adeola, cả ba thượng nghị sĩ này theo đảng Tiến bộ (tiếng Anh: All Progressives Congress).
Bà là con út trong gia đình 12 anh chị em và từ nhỏ đã sống ở bang Ogun.
Ở đại học Ife, bà nhận được bằng cử nhân giáo dục, còn ở đại học giáo dục Adeyemi, bà nhận được chứng chỉ giáo dục cấp quốc gia về thực vật học và động vật học.

## Trong chính trị
Bà trở thành đệ nhất phu nhân của bang Lagos sau khi chồng bà, Bola Tinubu được bầu làm thống đốc. Với tư cách đệ nhất phu nhân, bà thành lập quỹ "thời đại mới" nhằm thành lập những trung tâm với mục đích phát triển toàn diện những người trẻ tuổi và nâng cao nhận thức cộng đồng về môi trường lành mạnh và dịch vụ cộng đồng
. Nhiệm kì này (nhiệm kì thứ 8), bà là một trong hơn 100 thượng nghị sĩ trúng và tái đắc cử. Nhưng trong đó, chỉ có 6 thượng nghị sĩ là nữ. Họ là Stella Oduah, Uche Ekwunife (cả hai đều người này đại diện cho bang Anambra) Fatimat Raji Rasaki (bang Ekiti), Rose Okoji Oko(bang Cross River) và Binta Masi Garba(bang Adawama).